# Parc des Palmiers (Pontevedra)
Le Parc des Palmiers, également appelé tout simplement Las Palmeras, est un parc public situé au cœur de Pontevedra en Espagne. C'est l'espace vert le plus représentatif et le plus emblématique du centre-ville avec l'Alameda de Pontevedra.

## Histoire
Le projet du XIXe siècle d'élargissement de l'ancien champ Saint-Joseph de l'architecte Alejandro Sesmero, qui n'a pas été finalement réalisé, a été à l'origine de l'aménagement d'un parc qui au cours des années deviendrait le Parc des Palmiers.
Dans les années 1870, l'avenue Gran Vía (aujourd'hui Gran Vía de Montero Ríos) a été aménagée pour relier l'Alameda de Pontevedra aux terrains du Champ de Foire.
La première partie qui a commencé à prendre forme dans le nouveau parc correspond aux jardins de Colomb actuels. Ces terres faisaient auparavant partie du jardin potager du couvent Saint-Dominique. Alejandro Sesmero a conçu à la fin du XIXe siècle un jardin situé à l'entrée de l'Alameda de Pontevedra où des espèces exotiques et uniques ont été plantées.
Tout au long du XXe siècle, l'espace de l'actuel parc des Palmiers a fait l'objet de  modifications continues, tant en ce qui concerne l'aménagement paysager que les éléments qu'il comportait autrefois.
L'espace des actuels jardins de Vincenti a été utilisé pour la foire au bétail jusqu'en 1896 et était connu sous le nom de Champ de Foire. Au début du XXe siècle, l'adjoint au maire, Andrés Landín, a été le promoteur de l'aménagement paysager de ce Champ de Foire, qui au début avait été conçu comme une grande place dédiée à Eduardo Vincenti Reguera, député représentant Pontevedra au parlement espagnol de 1886 à 1923. La configuration de cette place, qui a fini par être un parc, a été très lente.
Le 9 juin 1902, le jardinier Francisco Pousada Fernández a signé avec le conseil munincipal un projet d'aménagement en jardin de cette Place de Vincenti. Andrés Landín, à son tour, a encouragé l'achat d'arbres et de plantes pour le jardin prévu entre décembre 1902 et janvier 1903.
En 1924 le théâtre cirque en bois autorisé en 1900 par la municipalité en face de l'hôtel particulier Villa Pilar a disparu et l'espace a pu être aménagé en jardin. En 1929, la vasque que Sesmero avait initialement située à l'entrée de l'Alameda a été déplacée au Parc des Palmiers. Plus tard, en 1959 on a inauguré le Monument aux Navigateurs dans le secteur ouest des jardins de Vincenti.

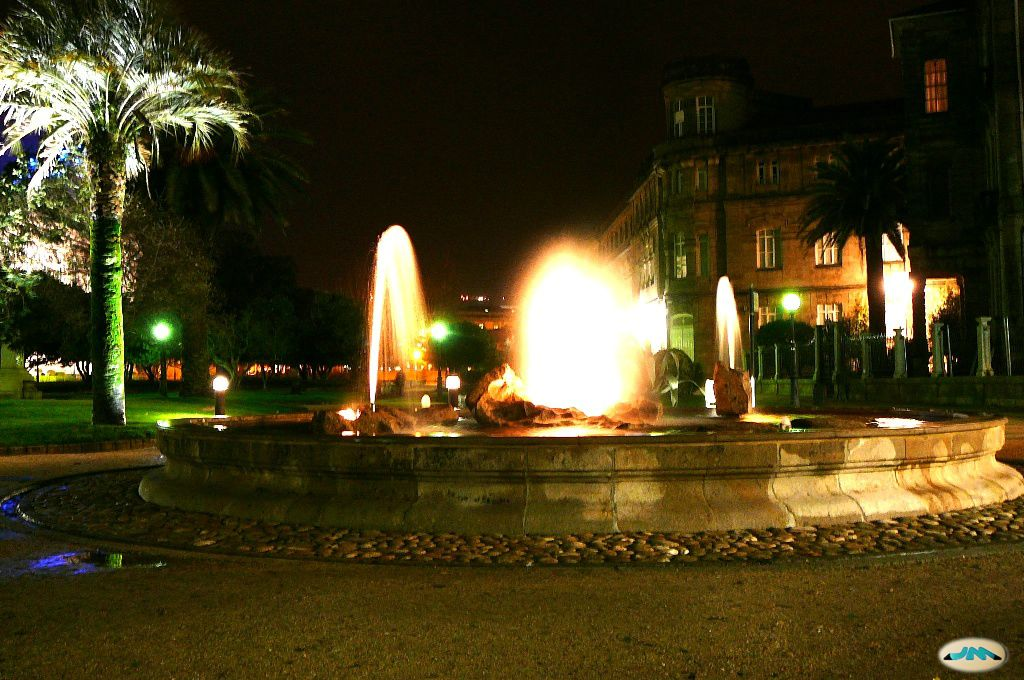
Vasque à jets d'eau la nuit

Au début des années 1980, de nouvelles volières pour les oiseaux exotiques comme les paons et les grandes cages circulaires pour des animaux comme les singes ont été installées dans les jardins de Vincenti.
En 1985, le parc a adopté son aspect actuel après une dernière rénovation. Selon le projet, les jardins ont été transformés en un parc à l'anglaise, avec de grandes surfaces ouvertes, et une grande partie de la végétation a été remplacée par des pelouses délimitées par de petites bordures de granit.
En 2007 les volières et les cages vides depuis des années ont été éliminées et remplacées par l'agrandissement de l'aire de jeux pour enfants. Les canards ont aussi disparu du bassin à canards situé à l'une des extrémités du parc.
En 2007 aussi, un nouveau système d'éclairage a été installé pour mettre en valeur 43 arbres au moyen de 50 projecteurs encastrés dans le sol, qui fournissent une lumière verticale et mettent surtout en valeur les trois cèdres du Liban déclarés arbres singuliers par la Xunta de Galice ainsi que les palmiers de l'allée centrale du parc.

## Description
Le parc a une superficie d'environ 23 000 m2. Il est délimité par les grands édifices de la Gran Vía de Montero Ríos au nord, par l'avenue Reine Victoire-Éugénie à l'ouest, par l'office provincial du ministère de la Défense au sud et par la rue du Marquis de Riestra à l'est où se trouve l'hôtel particulier Villa Pilar dont la façade arrière et son petit jardin fermé donnent sur le parc.
Le parc des Palmiers comprend une allée centrale flanquée de palmiers, les jardins de Vincenti et les jardins de Colomb.
Dans la zone centrale se trouve une allée flanquée de hauts palmiers des Canaries reliant en ligne droite la rue Général Gutiérrez Mellado et l'avenue Reine Victoire-Éugenie. Autour de cette allée centrale se trouvent les Jardins de Vincenti et un peu plus au nord les Jardins de Colomb, qui entourent trois grands bâtiments du XIXe siècle dont la façade donne sur la Gran Vía de Montero Ríos: le lycée Valle-Inclán, inauguré en 1927, le Palais du Conseil provincial (Députation) de Pontevedra inauguré en 1890 et le bâtiment de l'École Normale des arts et métiers (aujourd'hui bâtiment administratif du Conseil provincial) inauguré en 1899.

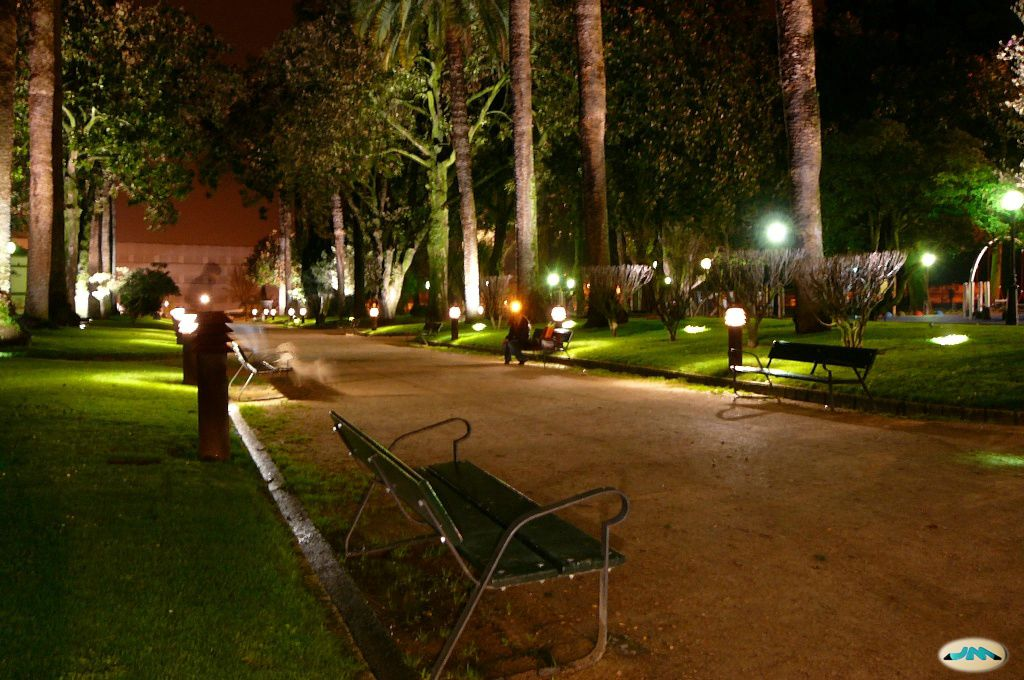
Allée centrale du parc la nuit

Les jardins de Vincenti ont deux axes qui les divisent en quatre quartiers: l'allée des palmiers (ouest-est) et l'allée qui était à l'origine flanquée de magnolias, qui relie le Palais de la Députation de Pontevedra à l'ancienne école (aujourd'hui l'office provincial de la Défense) (nord-sud). Les jardins, bordés de petites allées, sont occupés par différentes espèces d'arbres à fleurs comme le magnolia ou le camélia. D'autres arbres remarquables sont les cèdres du Liban, le cèdre de l'Himalaya, le houx et les ifs d'Ombrie.
Les jardins de Colomb ont de petits bassins en marbre avec des statues en bronze d'angelots à l'intérieur. On peut y voir aussi la statue de Christophe Colomb en marbre blanc qui donne son nom aux jardins, réalisée par Juan Sanmartín y Senra en 1892 pour le palais de Lourizán et installée dans ces jardins en 1959.
À l'extrémité est de l'allée centrale des Palmiers se trouve un bassin en granit appelé La Vasque (El Pilón) avec une demi-roche ronde à trous irréguliers et des jets d'eau à l'intérieur. Près de l'Avenue Reine Victoire-Eugénie se trouve un bassin populairement connu sous le nom de bassin aux canards. Il abrite des maisons miniatures et a été rénové en 2016. Au nord de l'allée des Palmiers se trouve une aire de jeux pour enfants avec des toboggans, des balançoires, et d'autres jeux.
Vers l'extrémité ouest du parc, derrière le bâtiment administratif de la Députation de Pontevedra, se trouve le monument aux Navigateurs inauguré en 1959. La dénivellation vers l'avenue Reine Victoire est séparée du parc par une balustrade  d'où on peut voir la mer et la Ria de Pontevedra. Au sud, fermant l'espace du jardin, le bâtiment qui abrite actuellement le Bâtiment provincial du Ministère de la Défense a été construit entre 1889 et 1892.
À l'extrémité sud-est du parc se trouve l'emblématique Café Blanco y Negro (qui a remplacé le Café Las Navas à l'époque), l'un des plus anciens de Pontevedra, fondé en 1944, et qui a obtenu la concession pour construire sa célèbre terrasse rattachée au parc en 1950,. Au bout sud-ouest du parc il y a un pigeonnier circulaire décoré d'une fresque, rénové en 2017.

## Galerie d'images

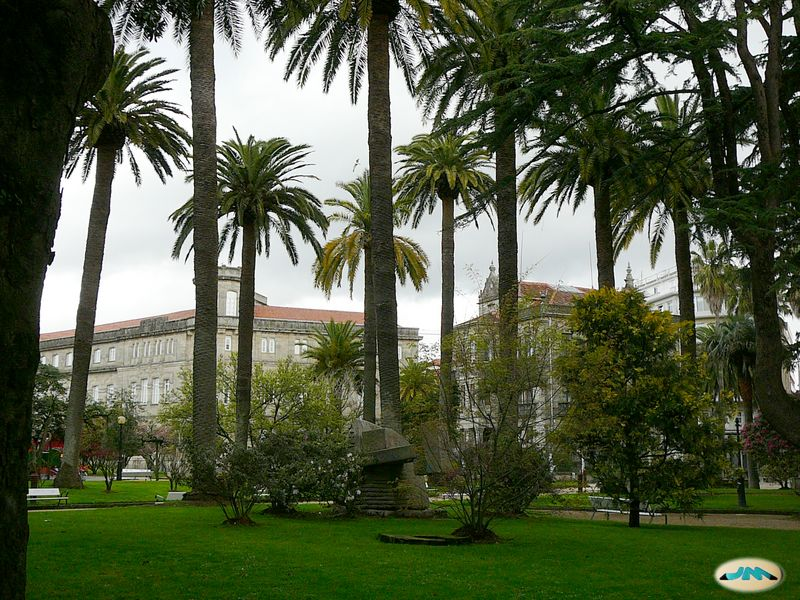
Palmiers
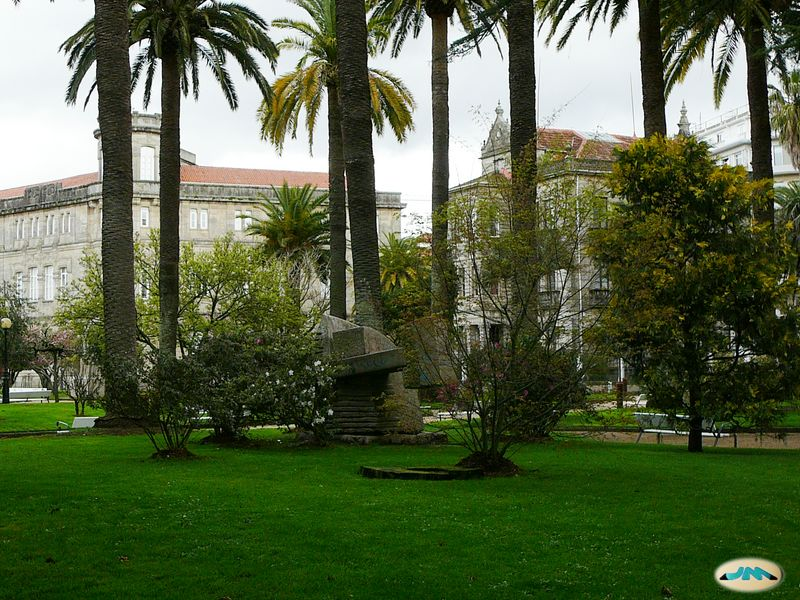
Jardins de Vincenti
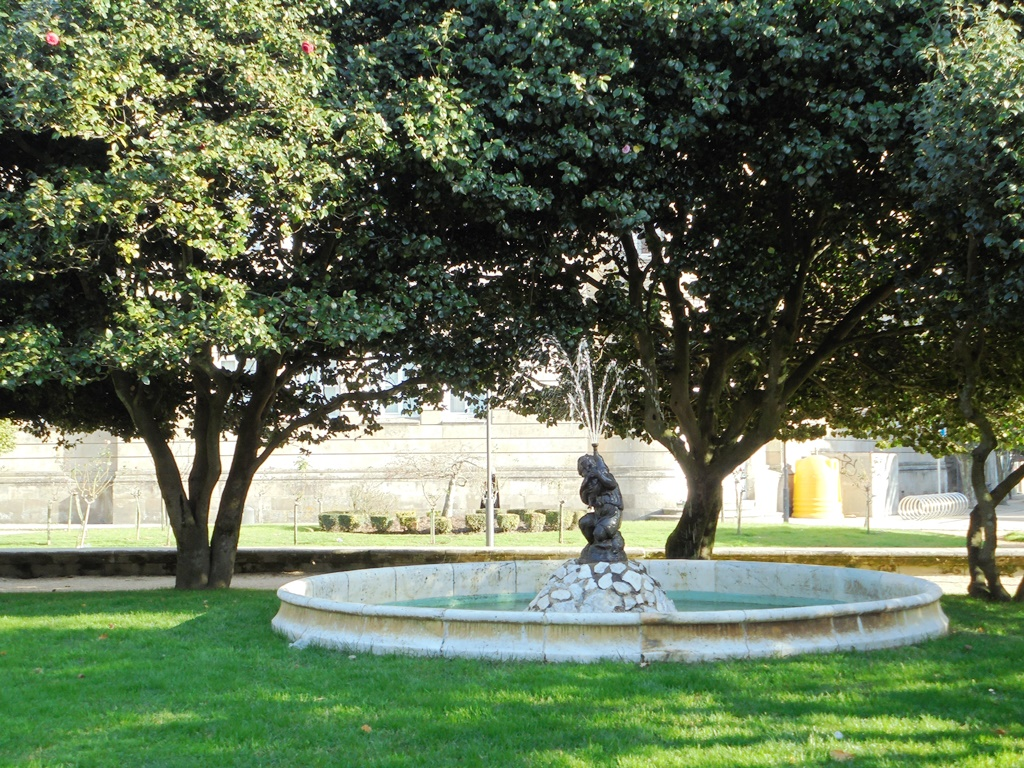
Bassin
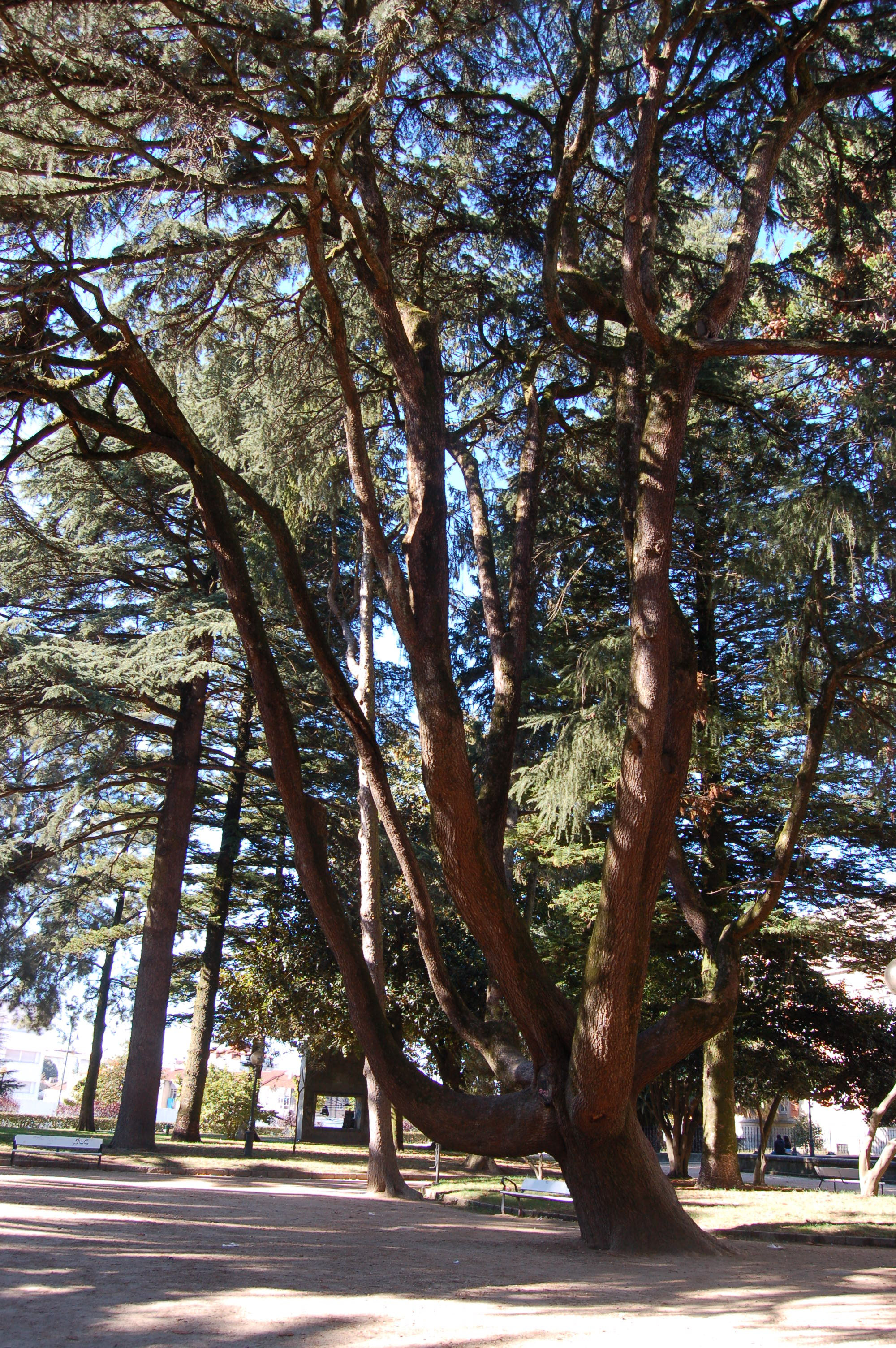
Cèdre du Liban
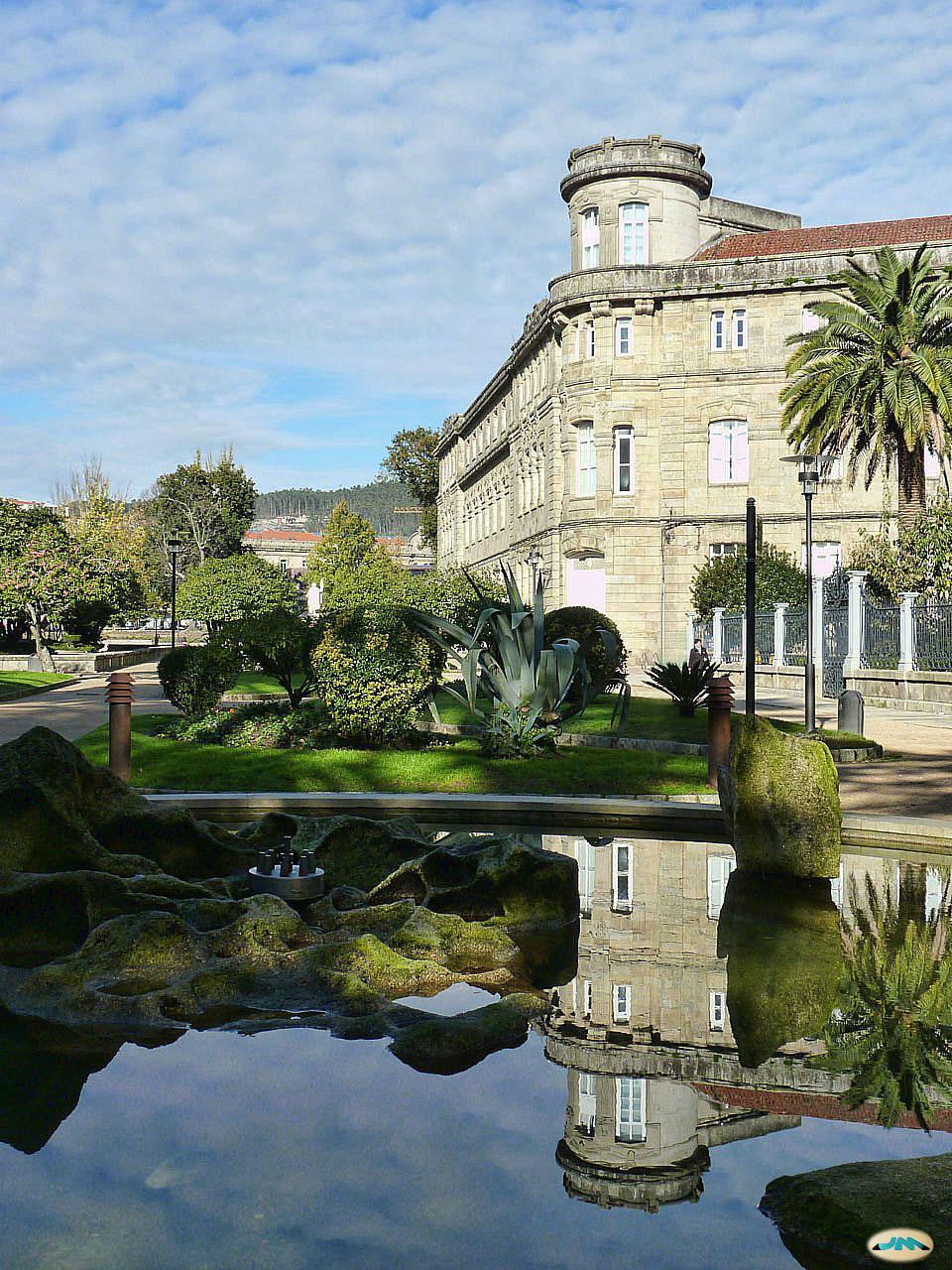
Lycée Valle-Inclán
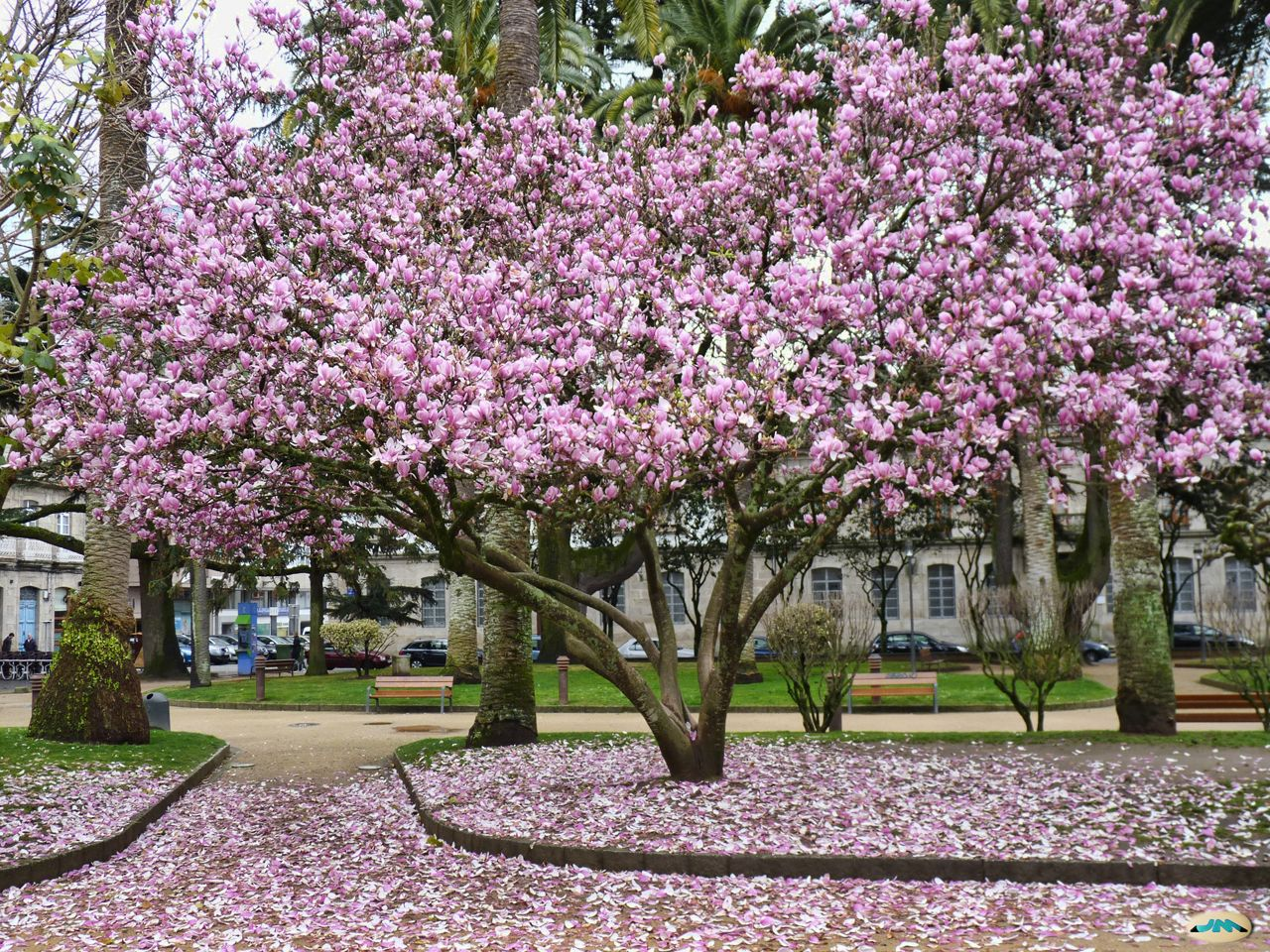
Magnolia
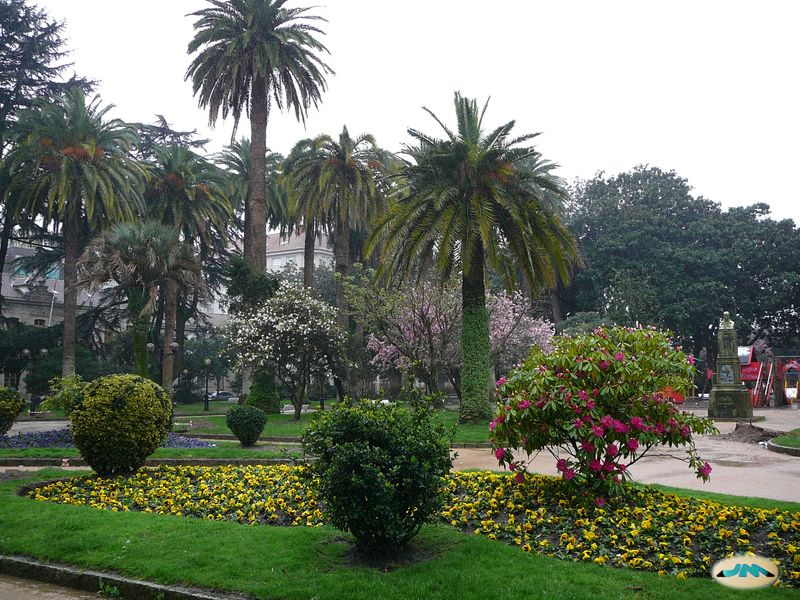
Jardins de Vincenti
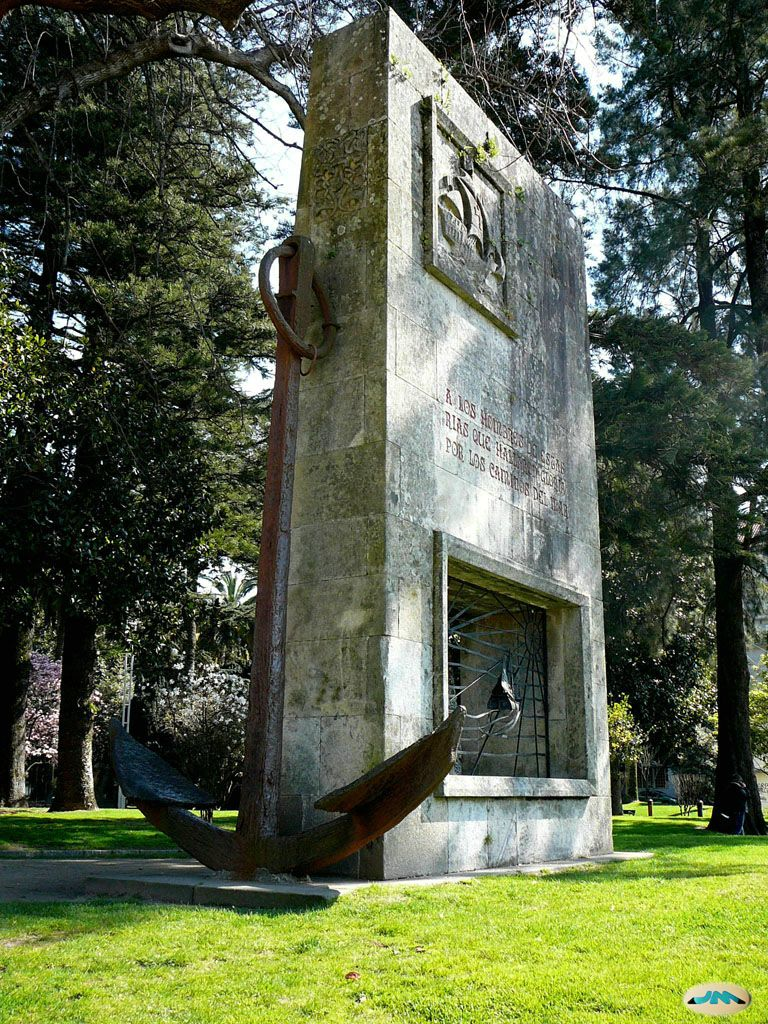
Monument aux navigateurs
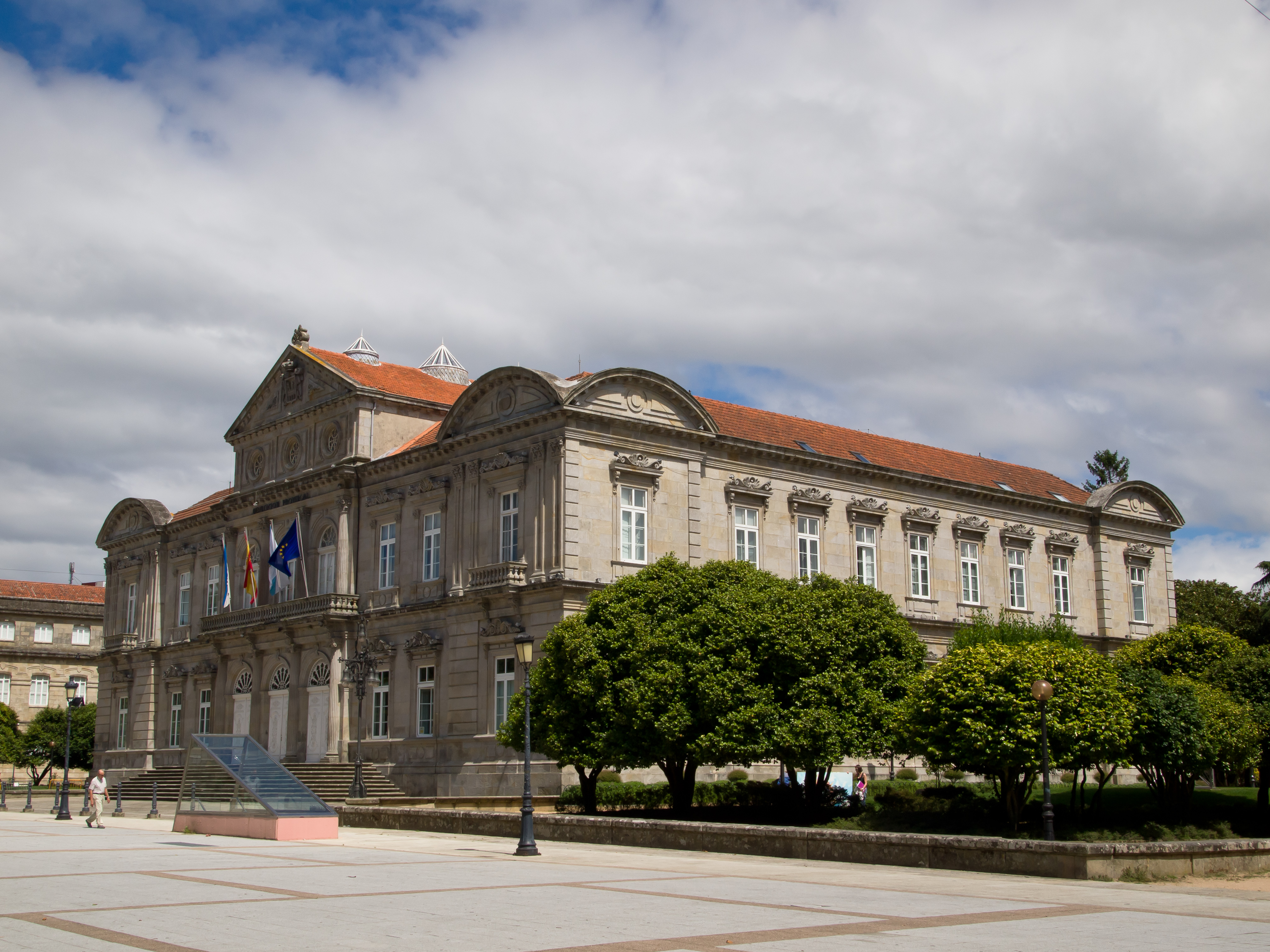
Palais du Conseil Provincial de Pontevedra
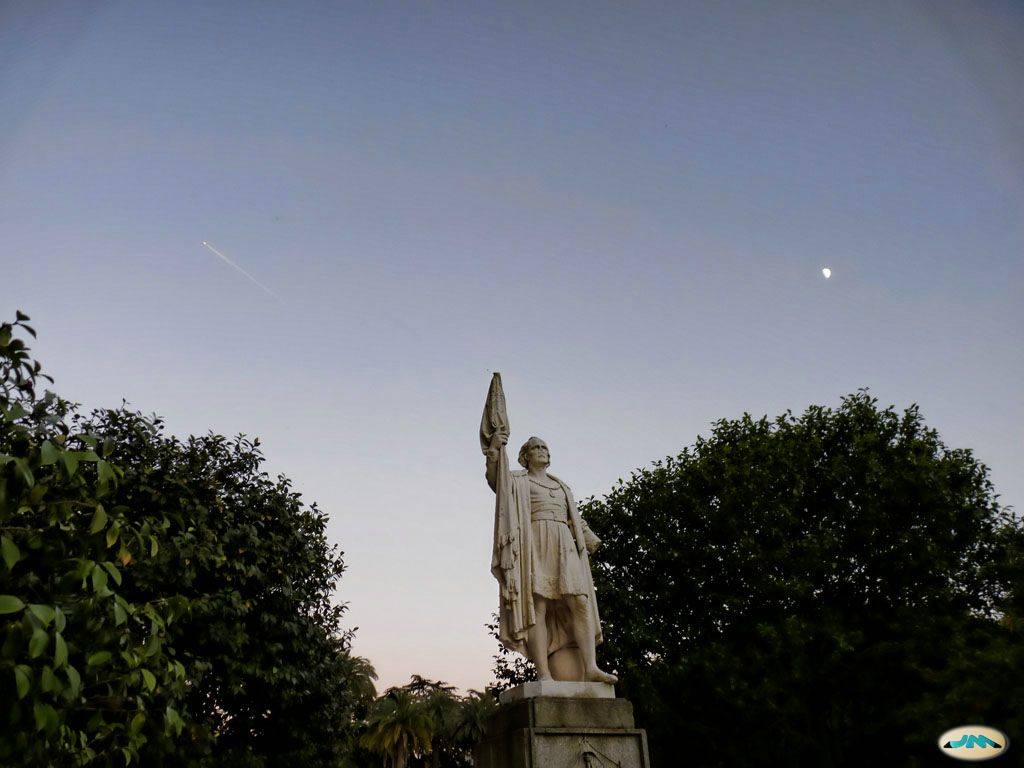
Statue de Colomb
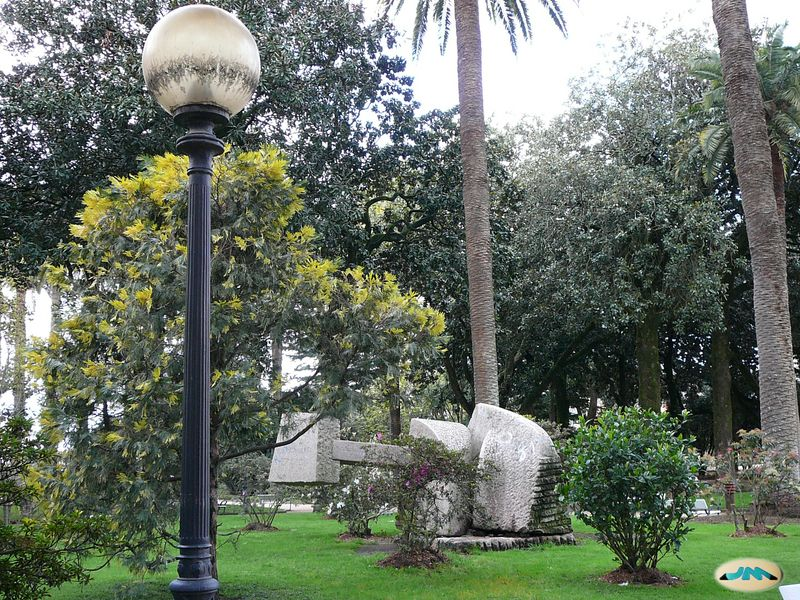
Jardins de Vincenti
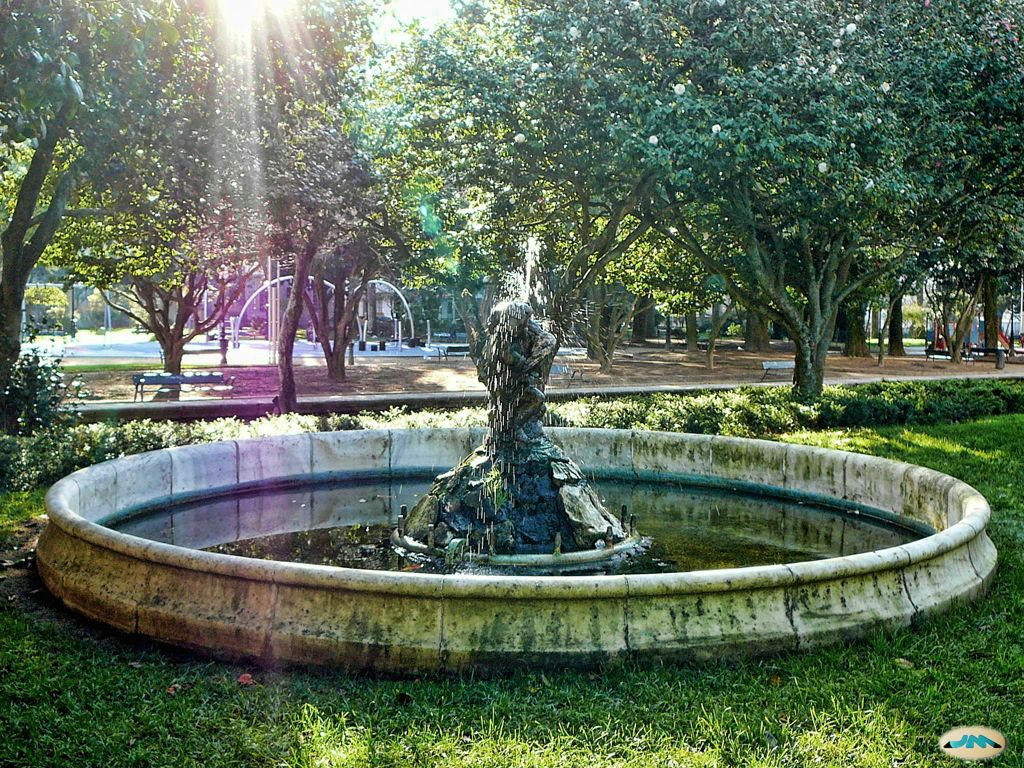
Bassins
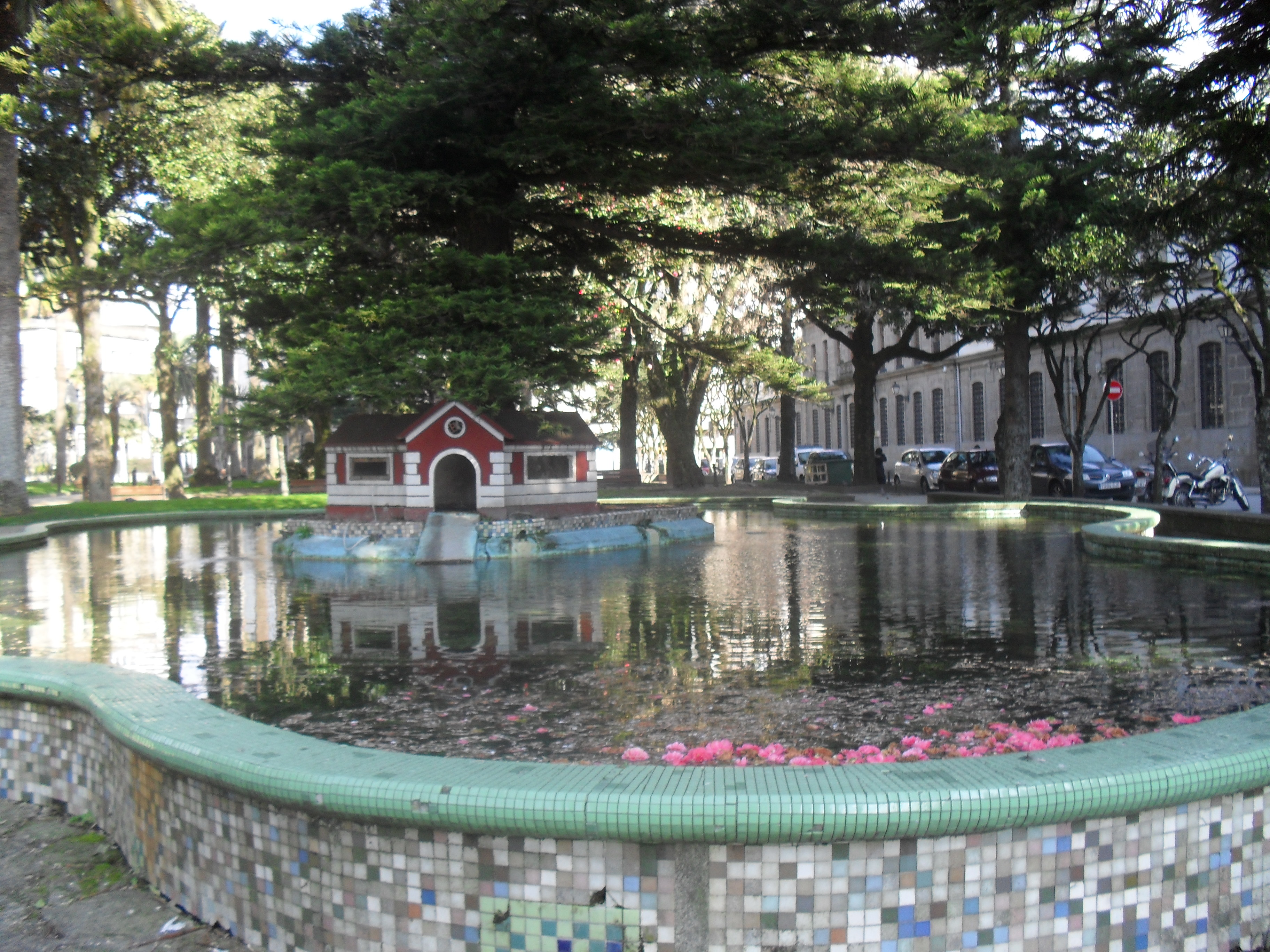
Bassin aux canards
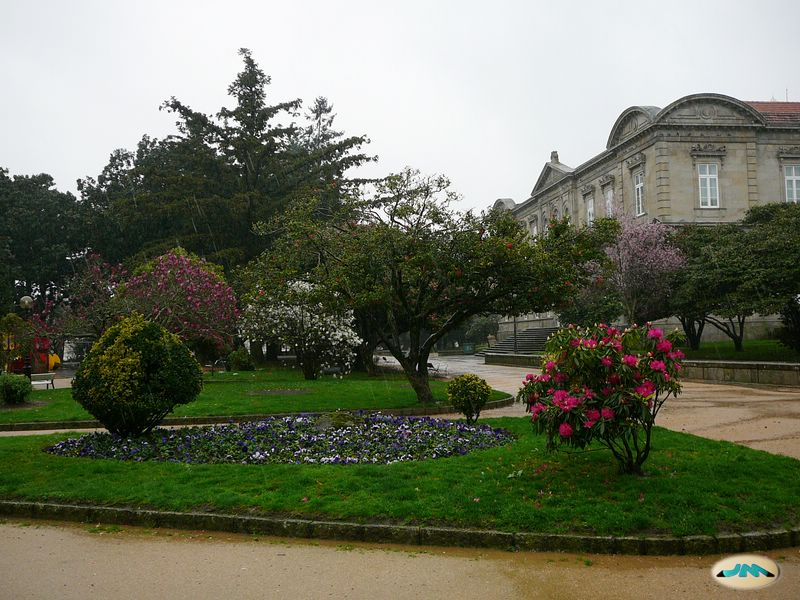
Jardins de Vincenti
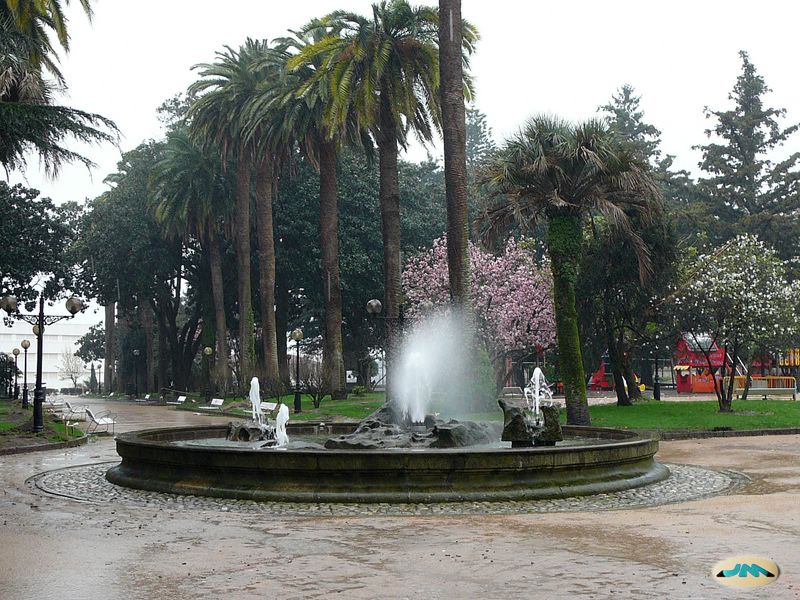
Vasque et allée des Palmiers
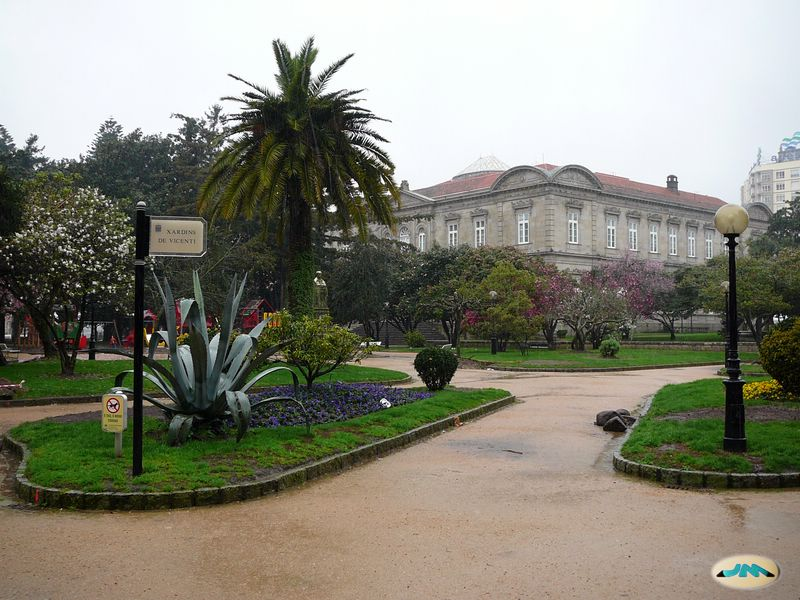
Jardins de Vincenti
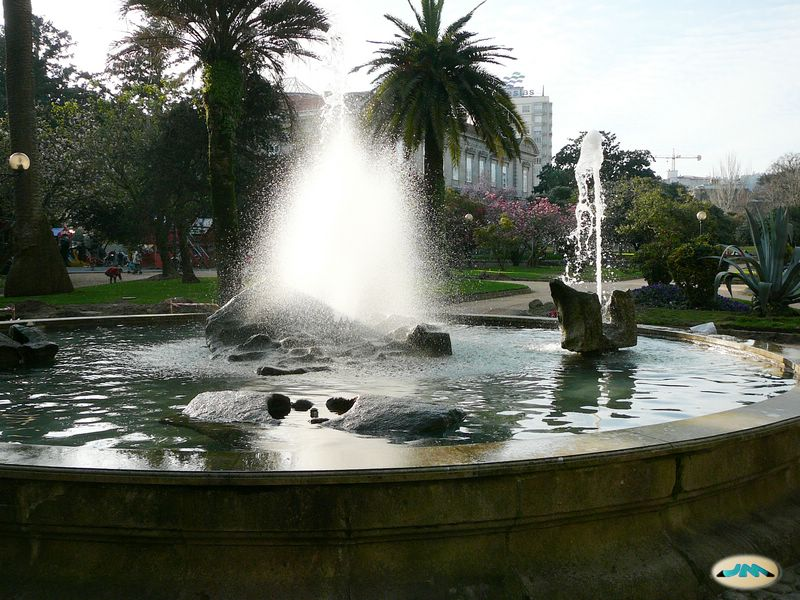
Vasque appelée Le Pilón
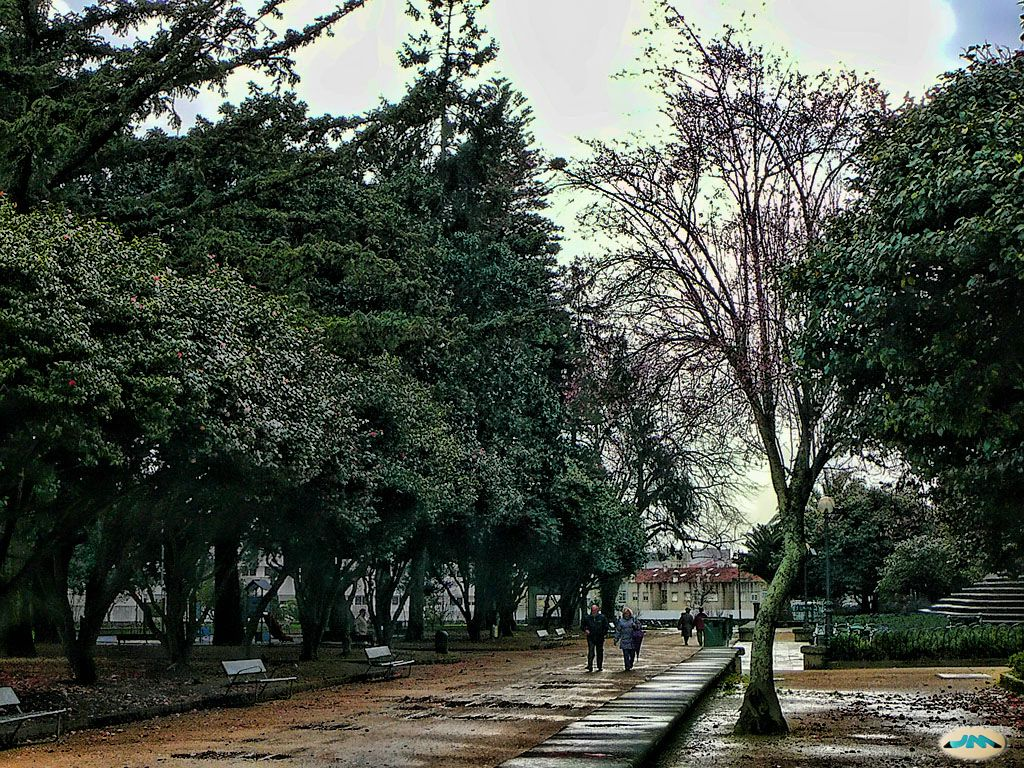
Jardins de Vincenti
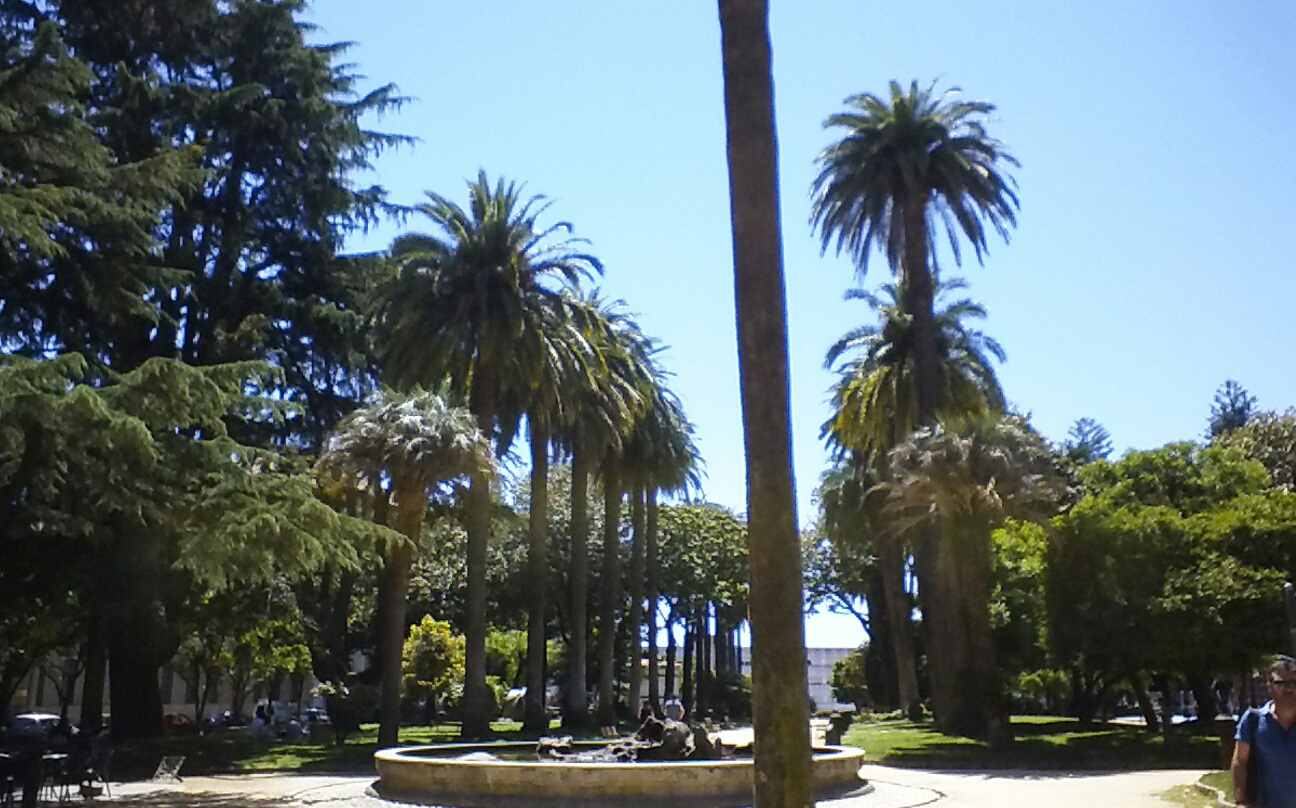
Allée centrale des Palmiers
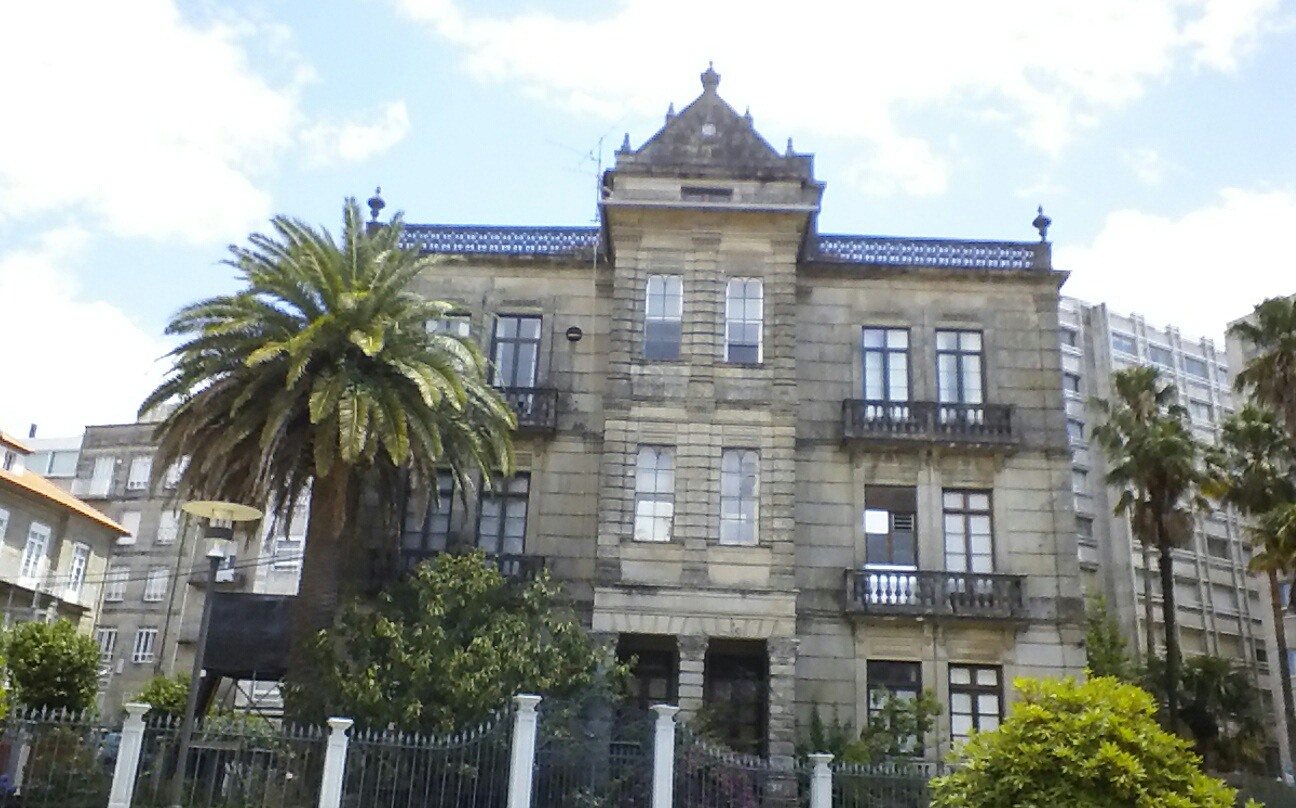
Hôtel particulier Villa Pilar
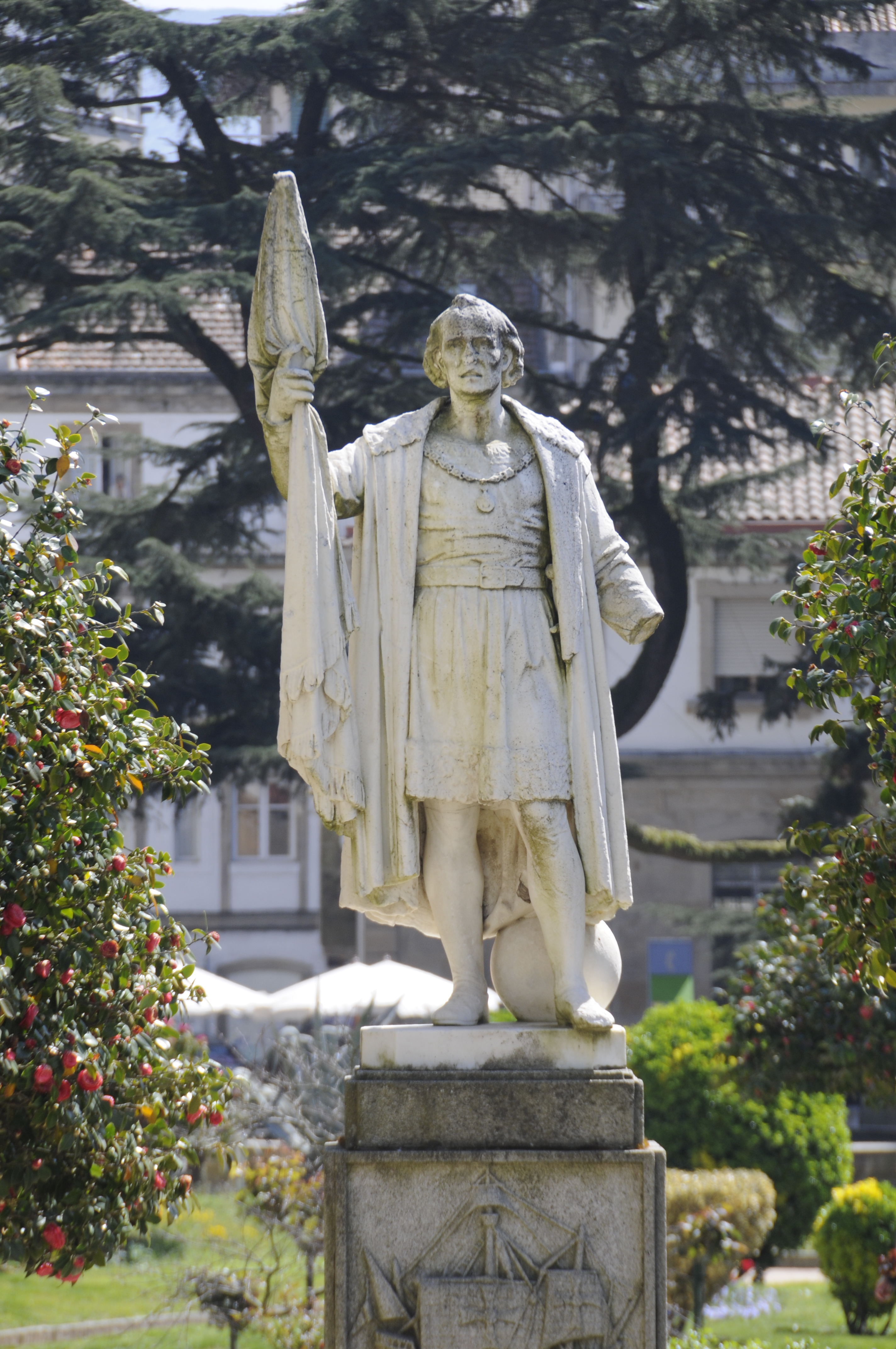
Statue de Colomb
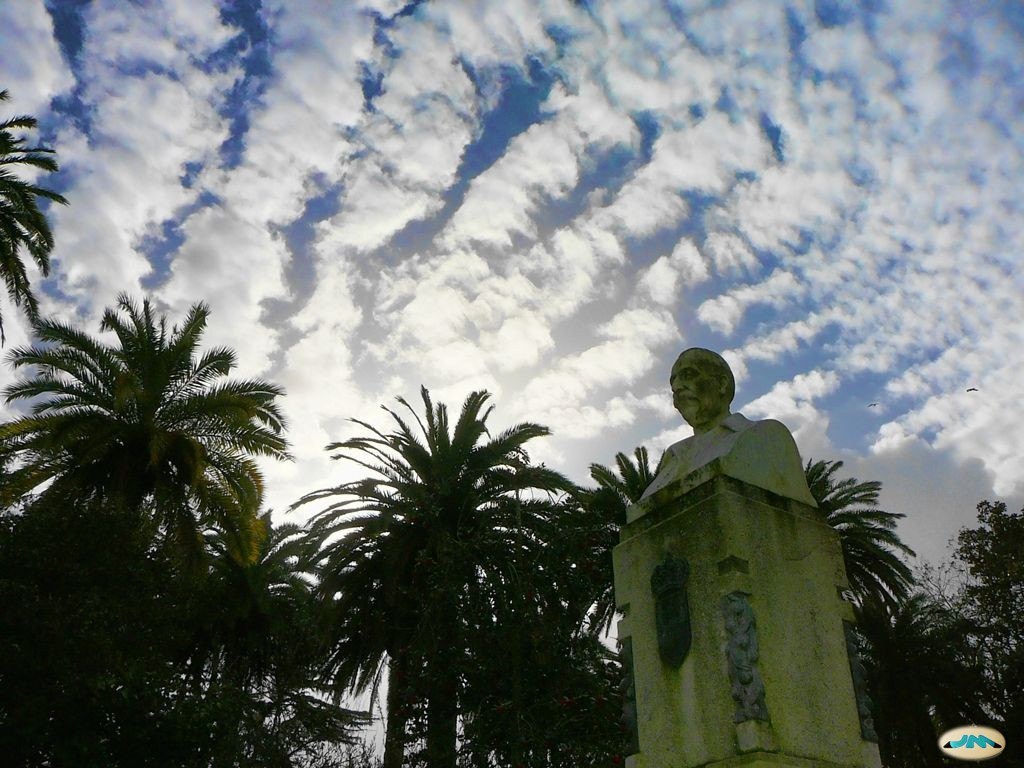
Buste d'Eduardo Vincenti
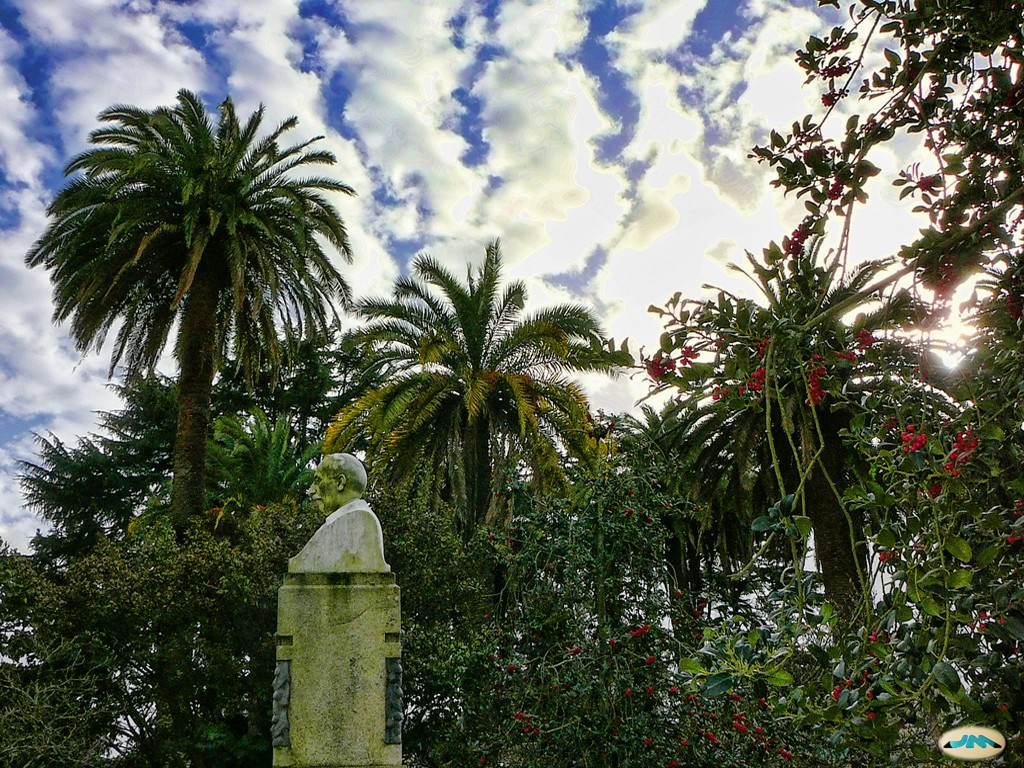
Buste d'Eduardo Vincenti
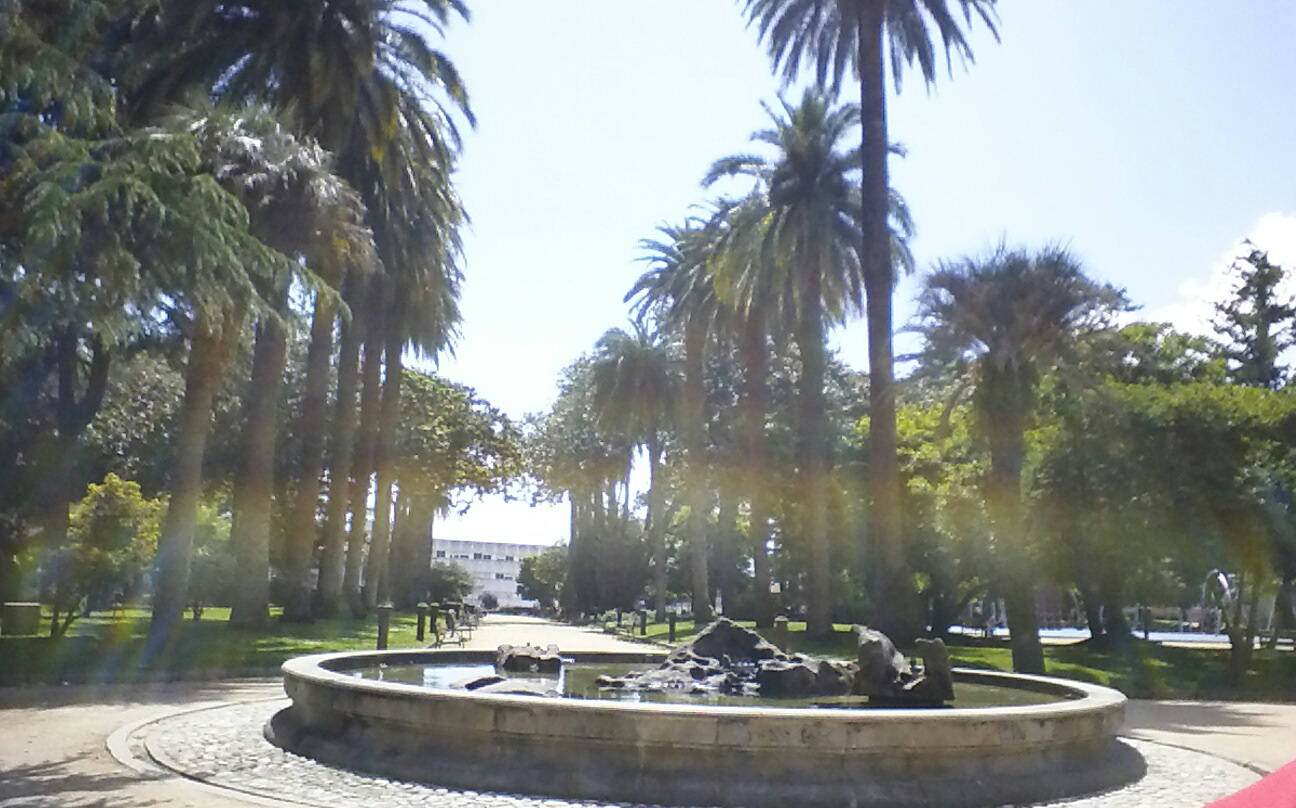
Allée centrale des Palmiers et vasque à jets d'eau au premier plan
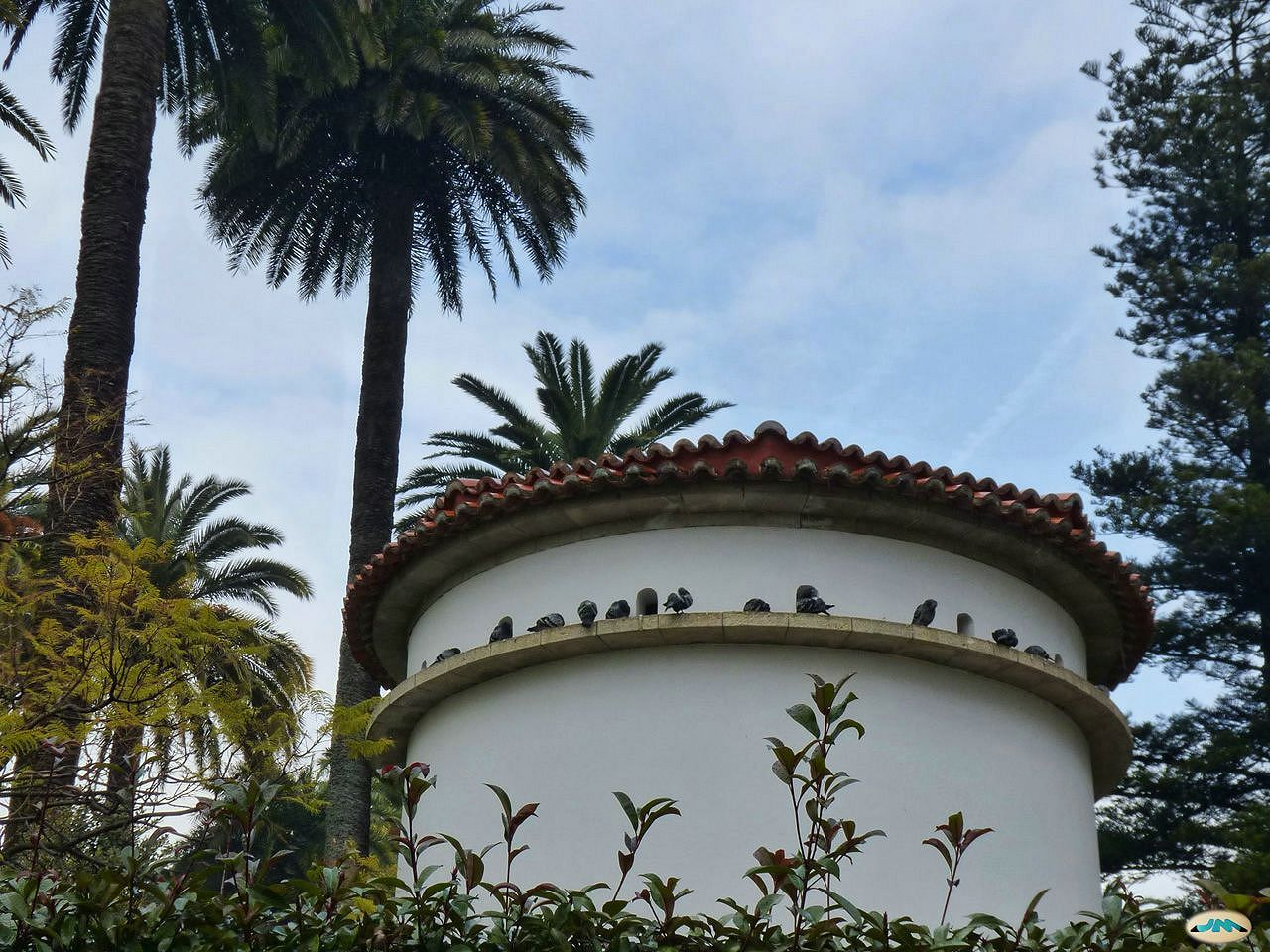
Pigeonnier
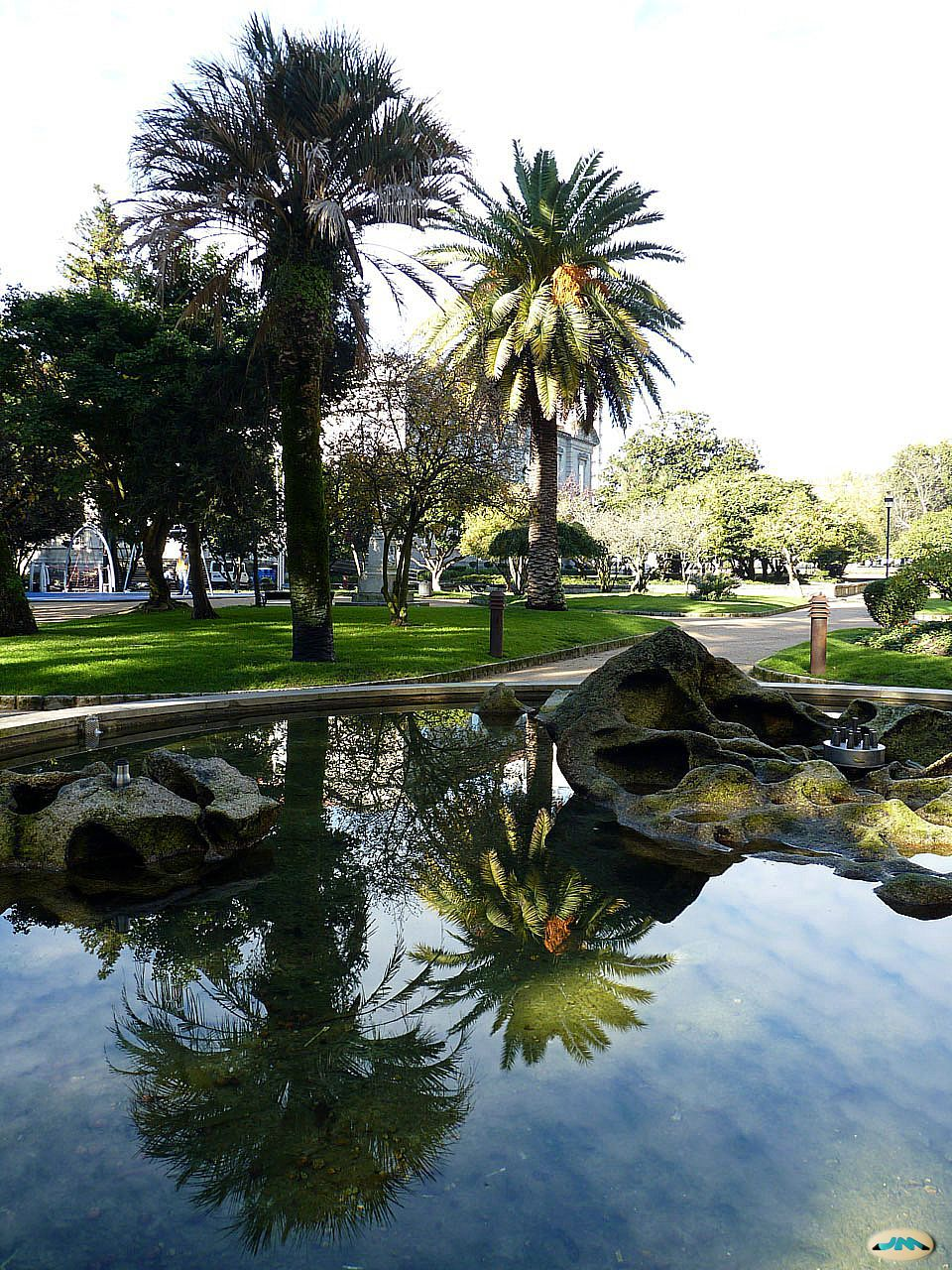
Vasque et roche à trous irréguliers
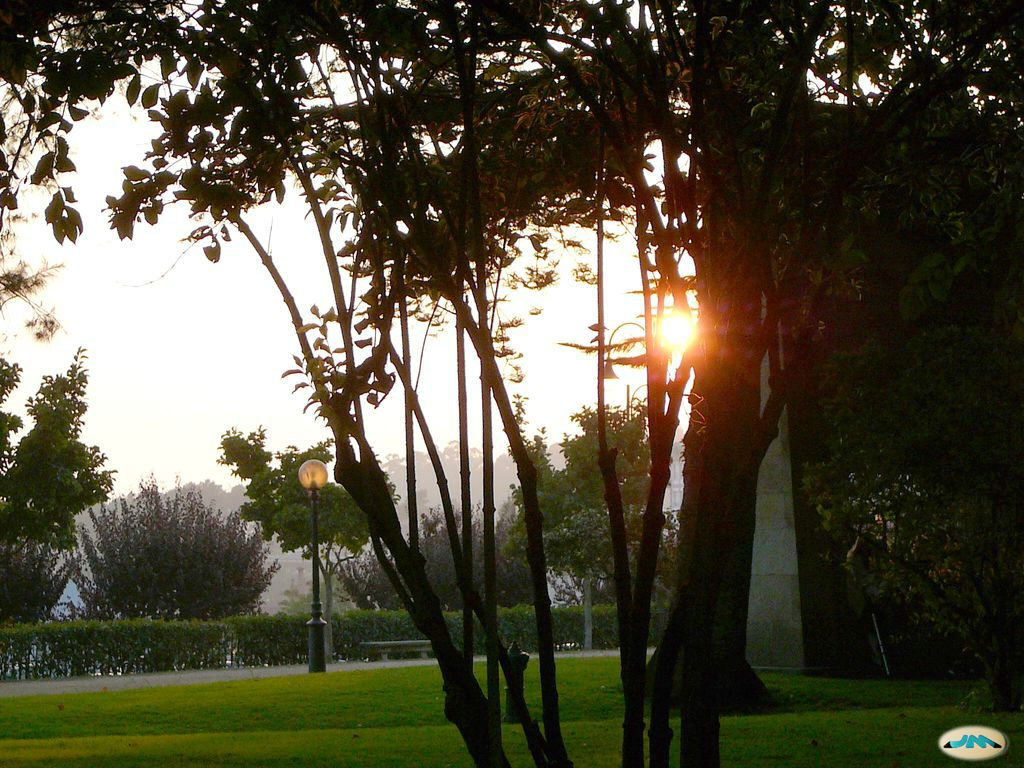
Jardins de Vincenti
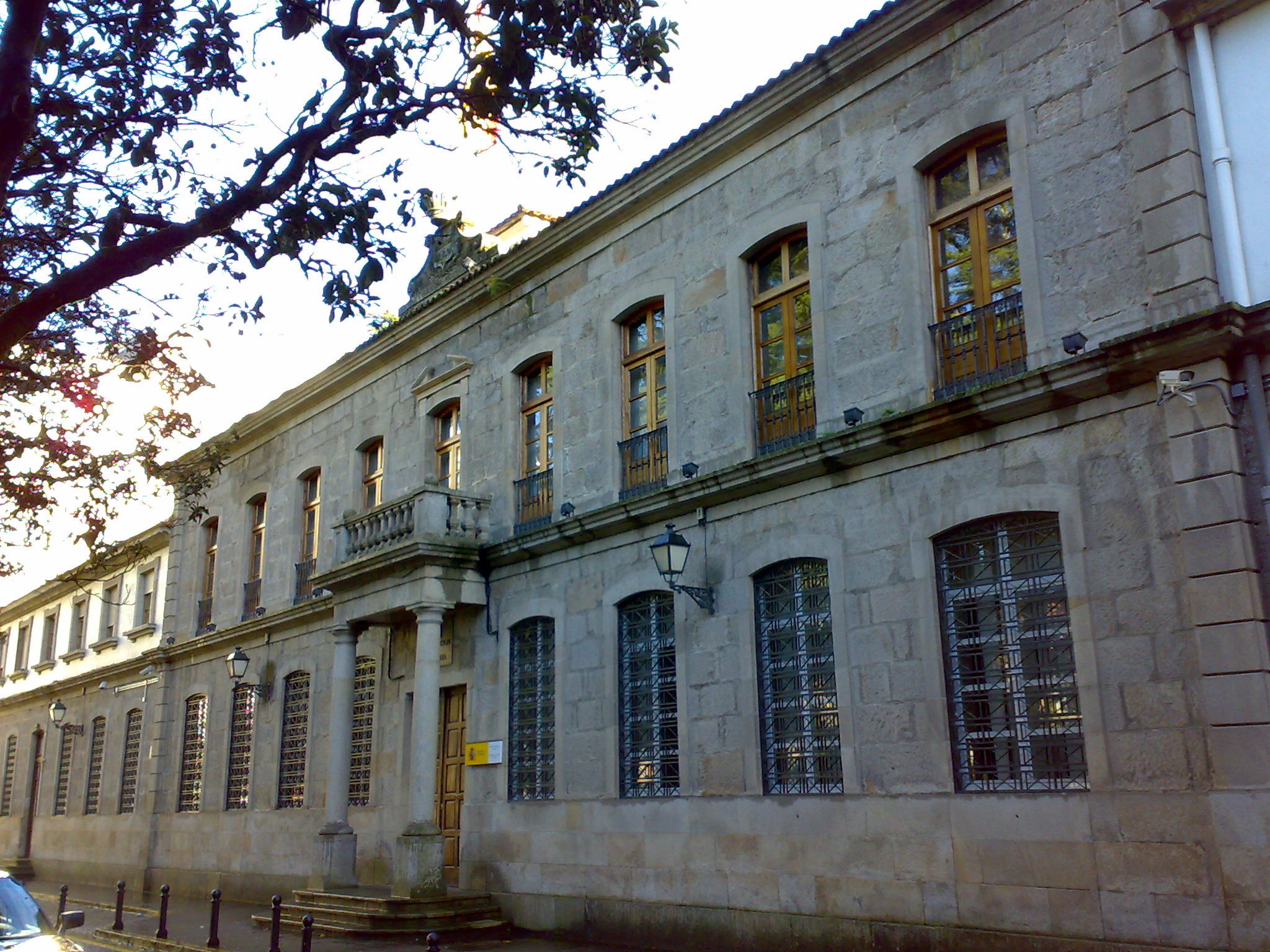
Office provincial du Ministère de la Défense